# Quận Stark, North Dakota
Quận Stark là một quận thuộc tiểu bang Bắc Dakota, Hoa Kỳ. Quận lỵ đóng ở Dickinson6. Dân số theo điều tra năm 2010 của Cục điều tra dân số Hoa Kỳ là 24199 người.

## Địa lý
Theo Cục điều tra dân số Hoa Kỳ, quận này có diện tích 3471 km2, trong đó có 14 km2 là diện tích mặt nước.